# Освобождение линии (шахматы)
Освобождение линии — тактический приём, при котором линия освобождается от фигур, мешающих нанести решающий удар.
В шахматной композиции тактический элемент комбинации — освобождение линии от фигур, препятствующих проведению манёвра другой фигурой.  
- Простое освобождение линии, в задаче: фигуры белых освобождают линию, а фигуры чёрных отвлекаются от неё, затем белые наносят решающий удар по этой линии.
- Тематическое освобождение линии: фигура совершает манёвр вдоль линии, освобождая её для другой фигуры. См., например, бристольская тема, темы Лойда, Тертона, Цеплера—Тертона, Бруннера — Тертона и другие.